# میکروپروس
میکروپروس (انگلیسی: MicroProse) یک ناشر بازی ویدئویی و توسعه‌دهنده بازی‌های ویدئویی است که در سال ۱۹۸۲ توسط سید میر بنیان‌گذاری شد.